# Mona Lisa (песен)
Mona Lisa е популярна песен по музика на Джей Ливингстън и текст Рей Евънс, създадена за филма на „Парамаунт Пикчърс“ от 1949 г. „Капитан Кураж“. За първи път е изпълнена от кубинския певец Сергийо де Карло. Песента печели през 1950 г. „Оскар“ за най-добра оригинална песен. Същата година американският певец Нат Кинг Кол я издава като сингъл и неговата версия стига първо място в класацията на „Билборд“. Песента има още множество кавър версии.

## Нат Кинг Кол
Кавър версията на Нат Кинг Кол e пусната като Б страна на сингъла The Greatest Inventor of Them All. Песента прекарва пет седмици под номер едно в класацията за сингли на Билборд през 1950 г. В 1992 г. песента е въведена в Залата на славата на Грами.

### В класациите
| Класация     | Най-добра позиция | Задържала се                  |
| ------------ | ----------------- | ----------------------------- |
| US Billboard | № 1               | пет седмици (юни - юли, 1950) |

## Други кавъри
Песента е изпълнявана от множество изпълнители. Част от тях са: Дорис Дей, Елвис Пресли, Джим Рийвс, Конуей Туити и Уили Нелсън.
- През 2003 г. британският певец Сийл изпълнява песента за саундтрака към филма „Усмивката на Мона Лиза“.

## В киното
- Във филма „Задният прозорец“ (1954) на Алфред Хичкок един от участниците в забавата, организирана от композитор, пее песента.
- Песента е използвана като музикална тема в британския филм „Мона Лиза“ (1986).